# Miss Rio Grande do Norte 2012
Miss Rio Grande do Norte 2012 foi a 56ª edição do tradicional concurso de beleza feminina do Estado, válido para o certame nacional de Miss Brasil 2011, único caminho para o Miss Universo. O concurso contou com a participação de vinte e cinco (25) candidatas  em busca do título que pertencia à Daliane Menezes, vencedora do título no ano passado. O concurso se realizou no dia 5 de Julho em Natal e teve como vitoriosa a Miss Guamaré, Kelly Alinne Fonsêca.

## Resultados

### Colocações
| Posição                 | Município e Candidata |
| Vencedora               | - Guamaré - Kelly Fonsêca |
| 2º. Lugar               | - Natal - Lariza Lima |
| 3º. Lugar               | - Mossoró - Lídia Teles |
| 4º. Lugar               | - Areia Branca - Priscilla Pinheiro |
| 5º. Lugar               | - São Gonçalo do Amarante - Joana Costa |
| (TOP 15) Semifinalistas | - Alexandria - Paula Lima - Assu - Mara Rúbia - Baraúna - Renata Corrêia - Ceará-Mirim - Mariana Muller - Goianinha - Ana Flávia Lisboa - Macaíba - Vanessa Muniz - Parelhas - Ana Cecília Nóbrega - Parnamirim - Ludmilla Alves - Pau dos Ferros - Fernanda Silva - Santo Antônio - Hingridy França |

### Prêmios Especiais
- Os prêmios distribuídos pelo concurso neste ano:[4]

| Prêmio         | Município e Candidata         |
| Miss Simpatia  | - Almino Afonso - Isabel Maia |
| Miss Elegância | - Baraúna - Renata Corrêia    |
| Miss Internet  | - Natal - Lariza Lima         |